# وین موریس (هنرپیشه آمریکایی)
وین موریس (به انگلیسی: Wayne Morris؛ ۱۷ فوریهٔ ۱۹۱۴ – ۱۴ سپتامبر ۱۹۵۹) بازیگر اهل ایالات متحده آمریکا بود.

## گزیده فیلم‌شناسی
از جمله فیلم‌هایی که وی در آن‌ها نقش داشته‌است، می‌توان به راه‌های افتخار، درهٔ عمیق و تیرانداز اشاره کرد.